# Estat Centre-oriental
L'estat Centre-oriental (East Central State) fou un estat federat de Nigèria amb capital a Enugu. Va ser creat el 27 de maig de 1967 amb part de la Regió Oriental de Nigèria i va existir fins al 3 de febrer de 1976, quan va ser dividit a dos estats: Anambra i Imo. Avui dia l'àrea ara comprèn cinc estats:Anambra, Imo, Enugu, Ebonyi i Abia.

## Dirigents de l'estat Centre-oriental
- Ukpabi Asika, Administrador (1967 – juliol de 1975)
- Anthony Ochefu, Governador (juliol de 1975 – febrer de 1976)
- Tinent Coronel John Àtom Kpera, Governador (14 de febrer de 1976 - 15 de març de 1976)